# Jerry Kyd
Jeremy Paul Kyd, detto Jerry (agosto 1967), è un ammiraglio britannico, Luogotenente-governatore di Jersey dall'8 ottobre 2022.

## Biografia
Nato nell'agosto 1967, ha studiato presso la King's School di Macclesfield e presso l'Università di Southampton.
Si è unito alla Royal Navy nel 1985, venendo arruolato nel 1990. Nel 2004 ha assunto il comando della HMS Monmouth e, dopo la promozione a capitano nel 2009, è stato l'ultimo comandante della portaerei HMS Ark Royal, passando poi al comando della gemella HMS Illustrious. È stato inoltre comandante del Britannia Royal Naval College tra il 2012 e il 2014 e dello United Kingdom Task Group tra il 2014 e il 2015.
Promosso a commodoro, nel 2015 ha assunto il comando della portaerei HMS Queen Elizabeth, divenendone il primo capitano e occupandosi di condurre la nave, allora considerata la maggiore nella storia della marina militare britannica, nei suoi primi viaggi di prova in mare aperto.
Promosso a retroammiraglio nel 2018 e infine a viceammiraglio nel 2019, ha assunto il ruolo di Comandante della flotta, equivalente al Capo di stato maggiore della Royal Navy.
Dopo il ritiro dal servizio militare nel marzo 2022, è stato nominato da Carlo III come Luogotenente-governatore del Baliato di Jersey l'8 ottobre 2022 in sostituzione del maresciallo dell'aria Stephen Dalton, che aveva annunciato le sue dimissioni nel giugno dello stesso anno.

## Vita privata
È sposato con Karen Kyd e ha quattro figli. È "fratello giovane" della Trinity House.